# Sonipat
Sonipat è una città dell'India di 216.213 abitanti, capoluogo del distretto di Sonipat, nello stato federato dell'Haryana. In base al numero di abitanti la città rientra nella classe I (da 100.000 persone in su).

## Geografia fisica
La città è situata a 28° 58' 60 N e 77° 1' 0 E e ha un'altitudine di 219 m s.l.m..

## Società

### Evoluzione demografica
Al censimento del 2001 la popolazione di Sonipat assommava a 216.213 persone, delle quali 117.654 maschi e 98.559 femmine. I bambini di età inferiore o uguale ai sei anni assommavano a 27.734, dei quali 15.841 maschi e 11.893 femmine. Infine, coloro che erano in grado di saper almeno leggere e scrivere erano 156.126, dei quali 90.831 maschi e 65.295 femmine.